# Крапивный, Фёдор Андреевич
Фёдор Андре́евич Крапи́вный (1916—2000) — советский лётчик штурмовой авиации Военно-морского флота во время советско-японской войны, Герой Советского Союза (14.09.1945). Майор (17.09.1956).

## Биография
Родился 28 июля (10 августа) 1916 года в селе Замостье (ныне — Суджанский район Курской области). После окончания семи классов школы и школы фабрично-заводского ученичества работал бригадиром электрослесарей на одном из харьковских заводов, занимался в аэроклубе города Сталино.
В октябре 1938 года призван на срочную службу в ВМФ СССР. Служил краснофлотцем на 36-й авиационной базе ВВС Тихоокеанского флота, с июня 1941 года был старшим писарем в штабе 63-й бомбарбировочной авиабригады. В сентябре 1942 по личному желанию направлен учиться на лётчика. В мае 1943 года окончил 1-ю школу пилотов ВВС ВМФ в городе Куйбышев. Затем по август 1943 года доучивался в переменном составе 3-го запасного авиаполка ВВС ВМФ. С августа 1943 года служил лётчиком в 37-м штурмовом авиационном полку ВВС Тихоокеанского флота.
Исполняющий должность командира звена 37-го штурмового авиаполка 12-й штурмовой авиадивизии ВВС Тихоокеанского флота младший лейтенант Ф. А. Крапивный отличился в советско-японской войне в августе 1945 года. Во главе групп штурмовиков Ил-2 совершил ряд боевых вылетов на штурмовку портов противника в Северной Корее. При налёте на порт Юки лично потопил 1 японский транспорт водоизмещением в 2 000 тн; при следующем налёте в составе группы потопил ещё 1 транспорт водоизмещением в 3 000 тн.
Указом Президиума Верховного Совета СССР от 14 сентября 1945 года за «образцовое выполнение заданий командования на фронте борьбы с японскими милитаристами и проявленные при этом отвагу и геройство» младшему лейтенанту Фёдору Андреевичу Крапивному присвоено звание Героя Советского Союза с вручением ордена Ленина и медали «Золотая Звезда» за номером 7146.
После окончания войны продолжил службу в военно-морской авиации. Ещё два года служил в 37-м штурмовом авиаполку ВВС ТОФ (22 августа 1945 года полку присвоено гвардейское звание с сохранением прежней нумерации): лётчик, с марта 1946 командир звена, с мая 1946 заместитель командира эскадрильи. С ноября 1947 года командовал отрядом в 33-й отдельной морской дальнеразведывательной авиаэскадрилье ВВС 5-го ВМФ. С июня 1948 года был лётчиком 259-й отдельной транспортной эскадрильи на том же флоте. Сапреля 1949 года служил в 2006-м авиационном полку подготовки штурманов (в марта 1955 года переименован в 992-й учебный авиаполк подготовки штурманов) при Военно-морском минно-торпедном авиационном училище ВВС ВМФ (г. Николаев): второй лётчик самолёта Ли-2, с декабря 1950 — командир корабля, с января 1953 — командир отряда, с апреля 1954 — заместитель командира эскадрильи. В апреле 1958 года в звании майора уволен в запас.
Проживал в Николаеве, работал диспетчером на Николаевском авиационном предприятии. Скончался 22 июля 2000 года, похоронен в Николаеве.

## Награды
- Герой Советского Союза (14.09.1945)
- Орден Ленина (14.09.1945)
- Орден Красного Знамени (13.08.1945)
- Орден Отечественной войны 1-й степени (11.03.1985)
- Орден Красной Звезды (3.11.1953)
- Медаль «За боевые заслуги» (20.06.1949)
- Ряд других медалей СССР[2]